# Telkwa Range
Telkwa Range är ett berg i Kanada.   Det ligger i provinsen British Columbia, i den centrala delen av landet, 3 700 km väster om huvudstaden Ottawa. Toppen på Telkwa Range är 1 886 meter över havet, eller 24 meter över den omgivande terrängen. Bredden vid basen är 0,30 km.
Terrängen runt Telkwa Range är kuperad åt sydväst, men åt nordost är den bergig. Trakten runt Telkwa Range är nära nog obefolkad, med mindre än två invånare per kvadratkilometer.. Det finns inga samhällen i närheten.
I omgivningarna runt Telkwa Range växer i huvudsak barrskog.